# West Cape (Île-du-Prince-Édouard)
West Cape est une communauté située à l'extrême ouest de l'Île-du-Prince-Édouard, Canada.
West Cape est le point le plus à l'ouest de l'Île-du-Prince-Édouard, à ne pas confondre avec West Point, qui est à plusieurs kilomètres au sud et un petit peu plus à l'est.
La plus vaste ferme éolienne de l'est du Canada y a été construite et mise en service en 2009.